# Велимир Мијатовић
Свештеномученик Велимир Мијатовић (1901—1945) је свештеник СПЦ који је мученички пострадао 1945. горине.
Рођен је 1901. године Сокоцу. Завршио је Богословију у Сарајеву. Након завршетка школовања рукоположен је за ђакона, а затим и за свештеника 1923. године. Био је парох Кошутички.
За време Другог светског рата протеран је у Србију. У марту 1945. године стрељан је заједно са његовим ђаком Милошем Ћосовићем на путу ка Рогатици у селу Закомо, када су припадници Санџачке патизанске бригаде „чистили” терен од остатак четничких јединица у овим крајевима.
На предлога митрополита дабробосанског Николаја вети архијерејски сабор Српске православне цркве уврстио га је у ред светих великомученика.
Његове мошти на иницијативу митрополита Хрисзостома пренете су 8. јуна 2019. године из села Закомо код Рогатице, где су га партизани убили, у Цркву Светог пророка Илије на Сокоцу у којој су трајно бити положене.